# 比勒采尔
比勒采尔是德国巴登-符腾堡州的一个市镇。总面积49.31平方公里，总人口2061人，其中男性1048人，女性1013人（2011年12月31日），人口密度42人/平方公里。